# ジェニフェル・エルモソ
ジェニフェル・エルモソ・フエンテス（スペイン語: Jennifer Hermoso Fuentes、1990年5月9日 - ）は、スペイン・マドリード出身の女子サッカー選手。ティグレスUANL所属。スペイン代表。ポジションはフォワード、ミッドフィールダー。プリメーラ・ディビシオンでは歴代最多の5度の得点王に輝いている。ジェニ・エルモソ（Jenni Hermoso）と呼ばれることが多い。

## 経歴

### クラブ
祖父のアントニオ・エルナンデスはアトレティコ・マドリードでプレーしたゴールキーパーであり、幼少期にはエスタディオ・ビセンテ・カルデロンで祖父とともにアトレティコの試合を観戦していた。幼少期はフットサルや7人制サッカーをプレーし、男子と同じチームに在籍していた。12歳の時にアトレティコの下部組織に加入し、8年間在籍した後にラージョ・バジェカーノに移籍した。
2010-11シーズンにはラージョ・バジェカーノのトップチームでプリメーラ・ディビシオンのタイトルを獲得した。2013年にはスウェーデンのティーレソーFFに移籍し、自身初の国外移籍を行った。
2014年にはFCバルセロナに移籍し、それまでの攻撃的ミッドフィールダーから「偽9番」にポジションを上げた。それによって得点を量産するようになり、2015-16シーズンには初めてプリメーラ・ディビシオンの得点王に輝くと、2016-17シーズンには2シーズン連続で得点王となった。2017年にはフランスのパリ・サンジェルマンに移籍したが、2018年には古巣のアトレティコに移籍し、2018-19シーズンには自身3度目の得点王に輝いた。
2019年には再びFCバルセロナに移籍し、2019-20シーズンには自身4度目の得点王に輝いた。2020-21シーズンにはクラブ史上初めてUEFA女子チャンピオンズリーグで優勝し、プリメーラ・ディビシオンでも優勝、自身は両大会で得点王に輝いている。2021年の女子バロンドールは同僚のアレクシア・プテジャスが受賞したが、エルモソは2位に選出された。

### 代表
2013年にはスペイン代表としてUEFA欧州女子選手権2013に出場した。2015年にはスペイン代表が初出場した2015 FIFA女子ワールドカップに出場した。2019年には2019 FIFA女子ワールドカップに出場した。2023 FIFA女子ワールドカップで初優勝。

## タイトル

### クラブ
ラージョ・バジェカーノ
- プリメーラ・ディビシオン: 1回 (2010-11)

 FCバルセロナ
- プリメーラ・ディビシオン: 5回 (2013–14、2014–15、2019–20、2020–21、2021–22)
- UEFA女子チャンピオンズリーグ: 1回 (2020–21)
- コパ・デ・ラ・レイナ: 4回 (2014、2017、2020、2021)
- スーペルコパ・デ・エスパーニャ・フェミニーナ: 2回 (2019–20、2021–22)

 アトレティコ・マドリード
- プリメーラ・ディビシオン: 1回 (2018-19)

 パリ・サンジェルマン
- クープ・ドゥ・フランス: 1回 (2017-18)

### スペイン代表
- FIFA女子ワールドカップ: 1回 (2023)
- アルガルヴェ・カップ: 1回 (2017)
- キプロス・カップ: 1回 (2018)

### 個人
- プリメーラ・ディビシオン
  - 得点王: 5回 (2015-16、2016-17、2018-19、2019-20、2020-21)
- UEFA女子チャンピオンズリーグ
  - 得点王: 1回 (2020–21)
  - ベストイレブン: 2回 (2019-20、2020–21)
- FIFA女子ワールドカップ
  - シルバーボール: (2023)
- ソクラテス賞（2024）[4]